# 汇丰银行（中国）
滙豐銀行（中國）有限公司（英語：HSBC Bank (China) Company Limited，簡稱滙豐中國）為首批在中國大陸註冊成立的外資銀行之一，屬於滙豐控股有限公司下属。

## 歷史

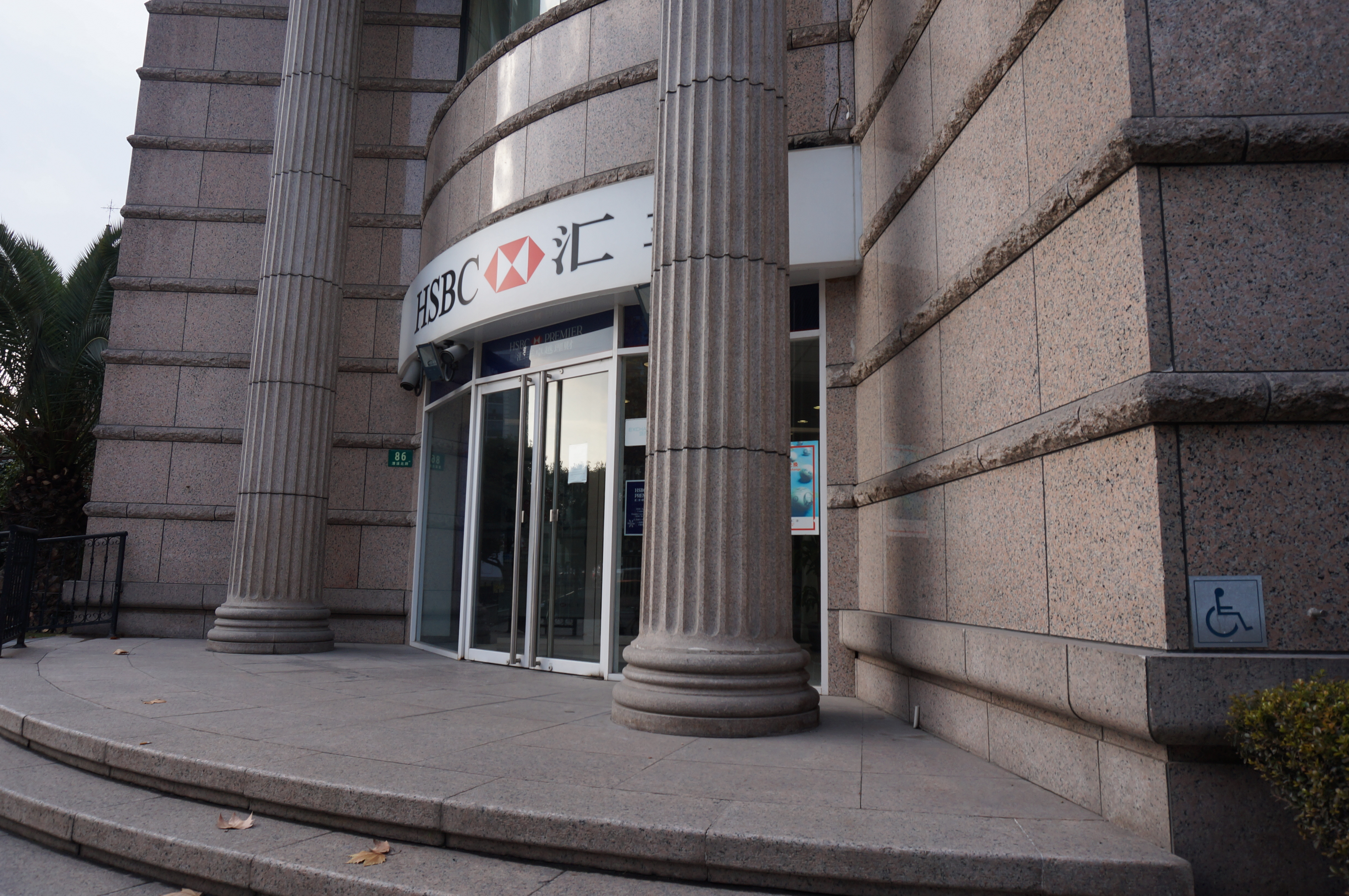
滙豐銀行上海漕溪支行

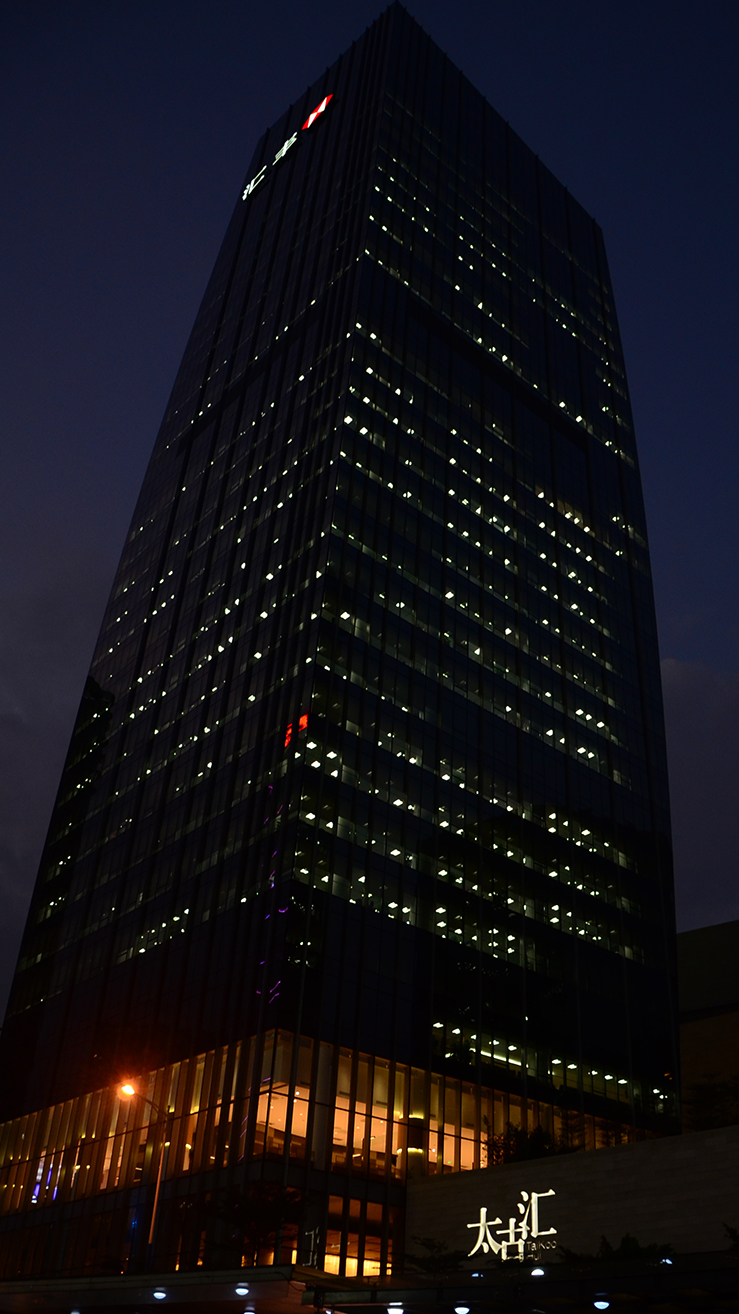
廣州太古匯的辦事處

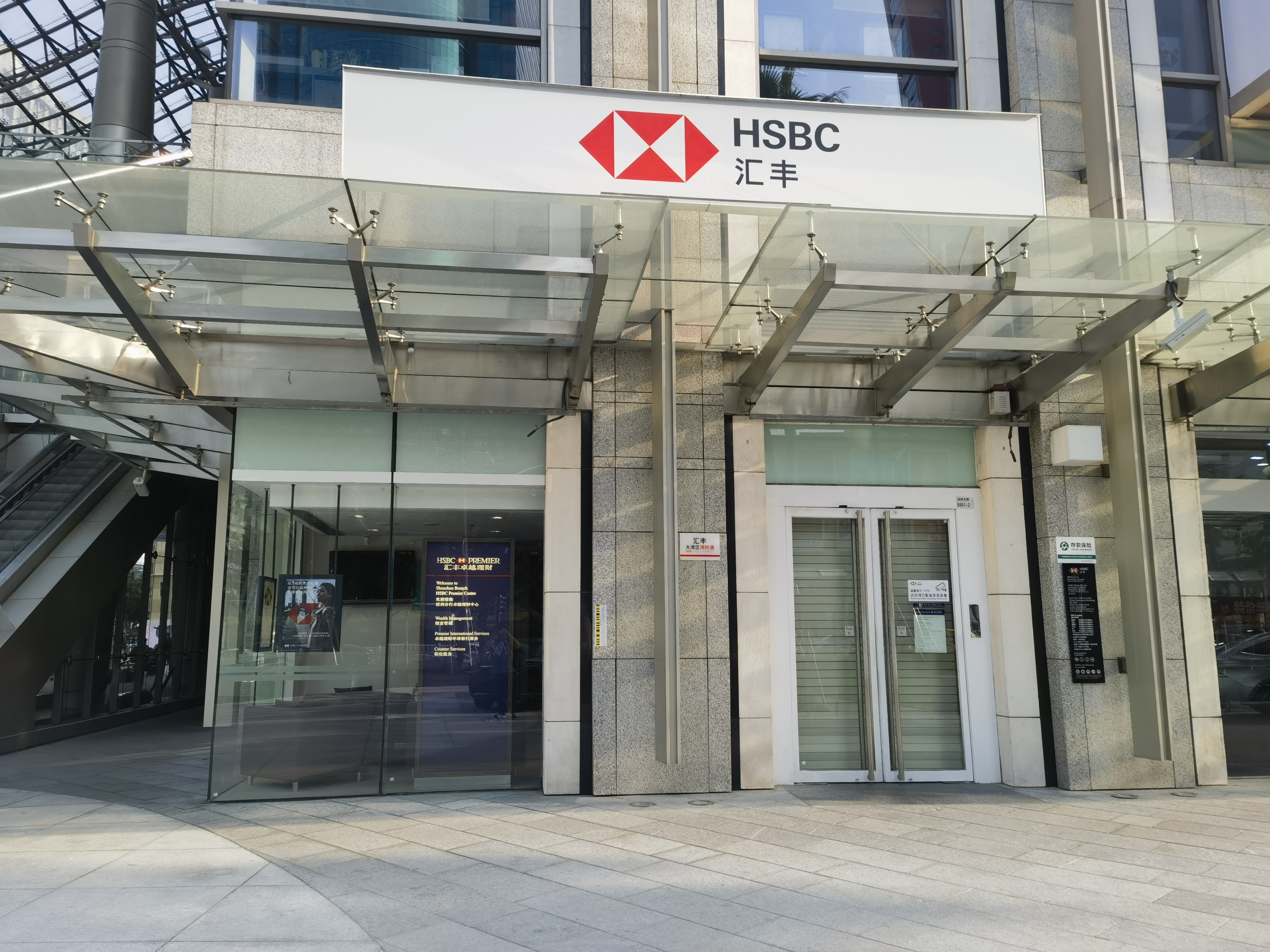
汇丰深圳分行，位于深圳萬象城

香港上海滙豐銀行自1865年成立以來，一直沒有中斷過在中國大陸的業務經營，發展至今，滙豐成為中國大陸最大的外資銀行，並持有交通銀行19.9%的股份。
中國改革開放之後，滙豐於1980年代重返中國，亦是中華人民共和國成立以來首間取得內地銀行牌照的外資銀行。
中國在2001年正式加入世界貿易組織，為兌現加入世貿組織的承諾，中國政府開放金融領域，從2006年12月11日起，中國大陸向外資銀行開放對中國境內公民的人民幣業務，並取消開展業務的地域限制以及其他非審慎性限制。香港上海滙豐銀行隨即向中國銀監會提交在中國內地註冊及人民幣業務牌照的申請。2007年4月1日，香港上海滙豐銀行在中國大陸的分行（上海分行除外）轉移至在當地註冊成立的滙豐銀行（中國）有限公司，並於4月2日正式開業。
滙豐銀行（中國）有限公司的註冊资本和实缴资本为等值80亿元人民币。香港上海滙豐銀行主席鄭海泉出任滙豐銀行（中國）有限公司董事長，原香港上海滙豐銀行中国业务总裁翁富澤（Richard Yorke）出任滙豐銀行（中國）有限公司行长和法定代表人。
2007年6月25日，滙豐宣佈於2009年遷入新鴻基地產位於上海陸家嘴的上海國際金融中心22層樓面，並擁有命名權，成為滙豐控股新的中國總部。
2007年12月14日，滙豐設立湖北隨州曾都滙豐村鎮銀行有限責任公司（Hubei Suizhou Cengdu HSBC Rural Bank Company Limited）正式開業，成為首家進入中國農村市場的國際性銀行。
2010年3月23日，滙豐與太古地產旗下的廣州太古匯廣場簽訂租務合約，滙豐銀行將承租太古匯內的甲級辦公樓共27個樓層，承租面積超過7.1萬平方米，約佔太古匯辦公樓總樓面面積的43%，以作為滙豐在廣州新的辦事處。舊辦事處位於東风西路嘉和苑（流花湖公園對面）的廣州滙豐大廈。
2010年6月9日，滙豐中國總部遷到浦東世紀大道8號上海國際金融中心滙豐銀行大樓。
2014年1月10日，中銀監公佈，滙豐中國的註冊資本金，自124億元（人民幣．下同）增加至154億元。
2016年6月，汇丰中国成为首批人民币对韩元直接交易做市商。
2016年7月，汇丰中国成为首家开展天津自贸区个人跨境人民币结算业务的外资银行。
2016年9月，汇丰中国成为首批人民币对阿联酋迪拉姆和沙特里亚尔直接交易做市商。
2016年11月，汇丰中国成为首批人民币对加拿大元直接交易做市商。
2016年12月，汇丰中国在内地正式首次推出独立品牌信用卡。
2016年12月，汇丰中国成为首批人民币对墨西哥比索、匈牙利福林、波兰兹罗提、土耳其里拉、丹麦克朗、瑞典克朗和挪威克朗等七种货币的直接交易做市商。
2023年10月，汇丰中国宣布收购花旗中国的个人财富管理业务。花旗中国个人客户持有的账户、存款和相关理财产品将出售给汇丰中国。2024年6月11日，相关业务完成收购，同时超过300位原花旗中国相关员工加入汇丰中国。

## 分行網絡
截至2019年12月底，滙豐中國在上海、北京、廣州、沈阳、重慶、天津、深圳、武汉、南通等50多座城市设有分行和包括湛江、中山、惠州、肇庆及韶关等地，共有171個網点，包括34間分行和137間支行。
汇丰中国是个别会在分行设置自动柜员机的外资银行。

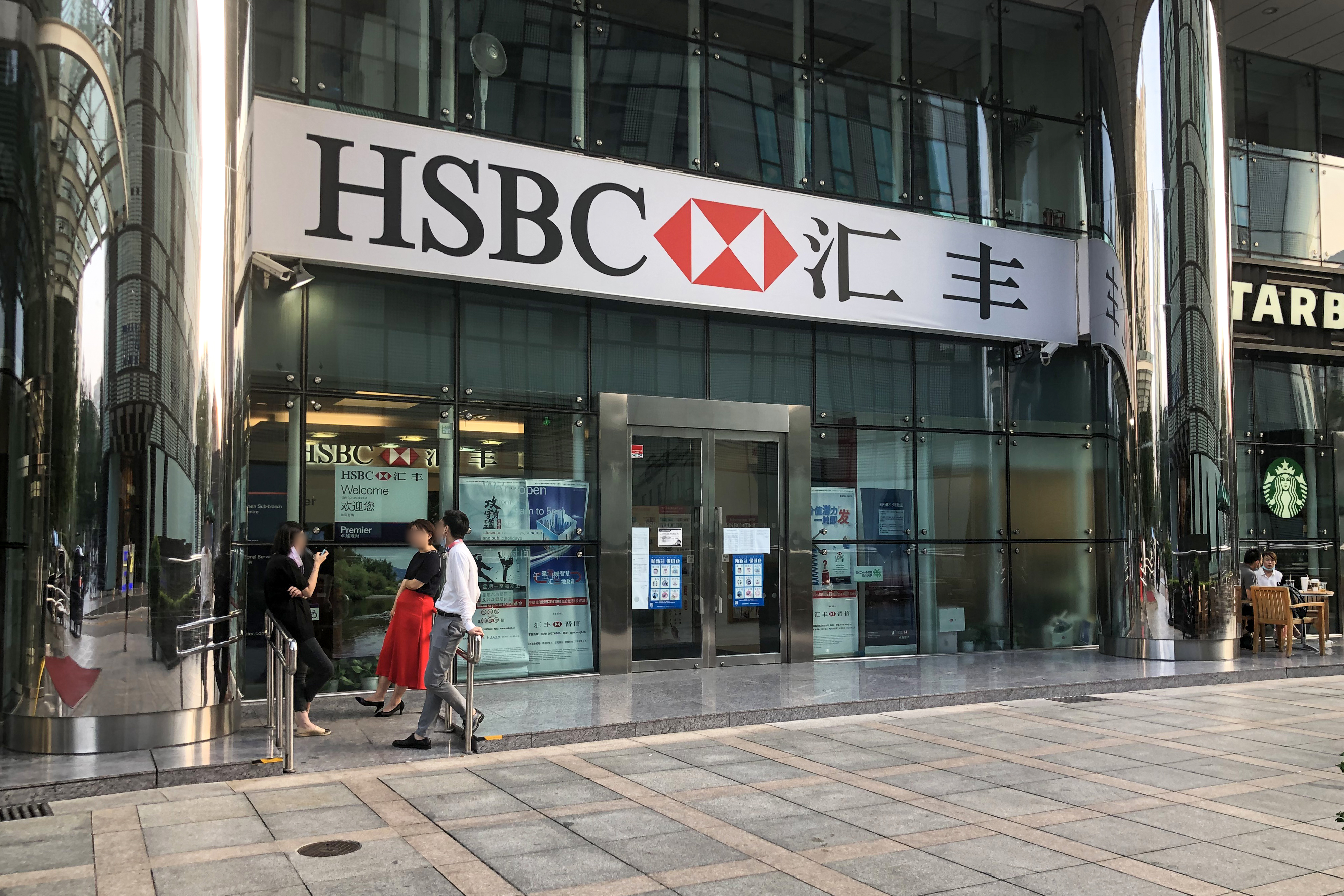
滙豐北京東直門支行
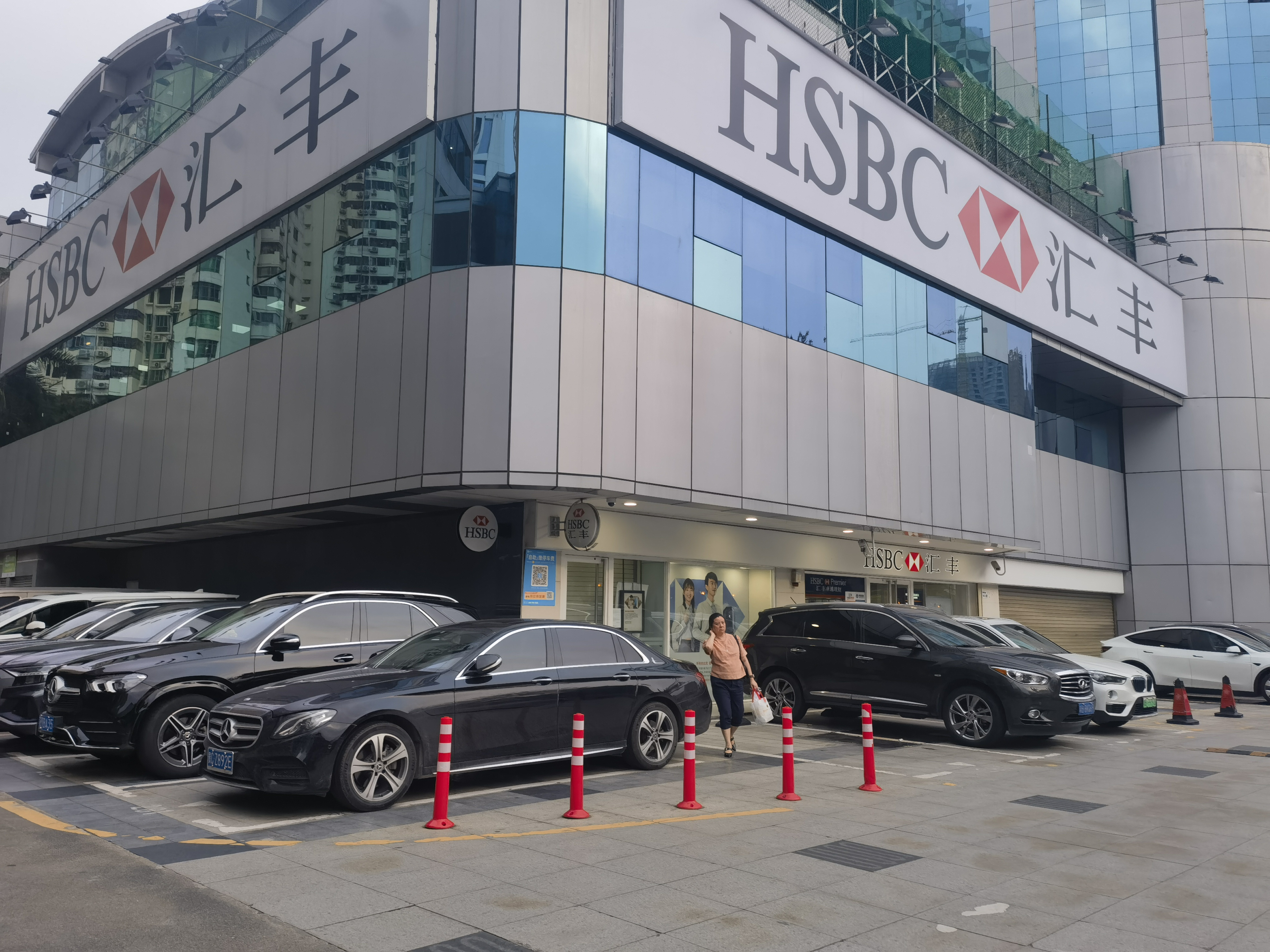
汇丰深圳华强北路支行（已关闭）
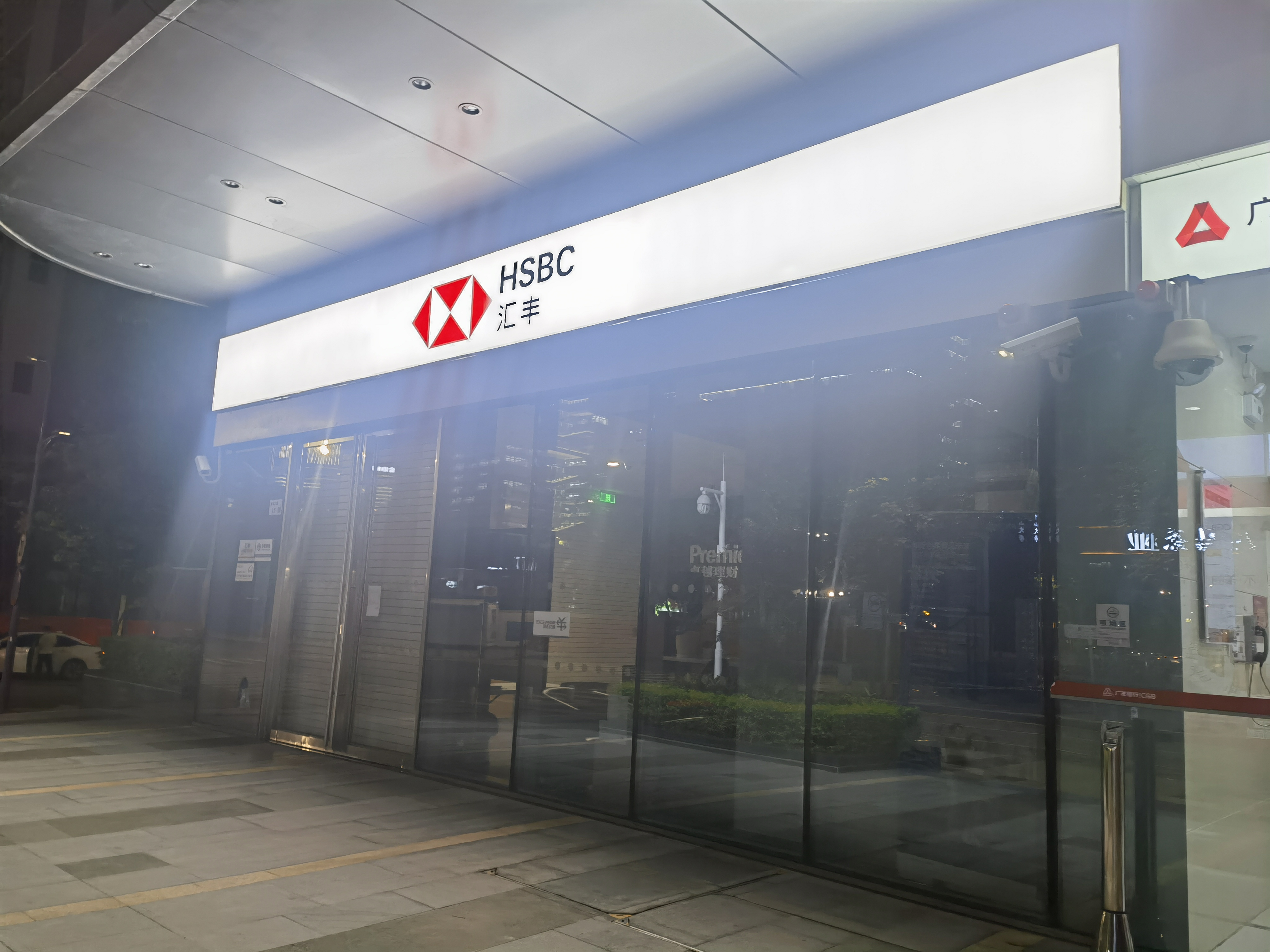
汇丰深圳海天路支行（已关闭）
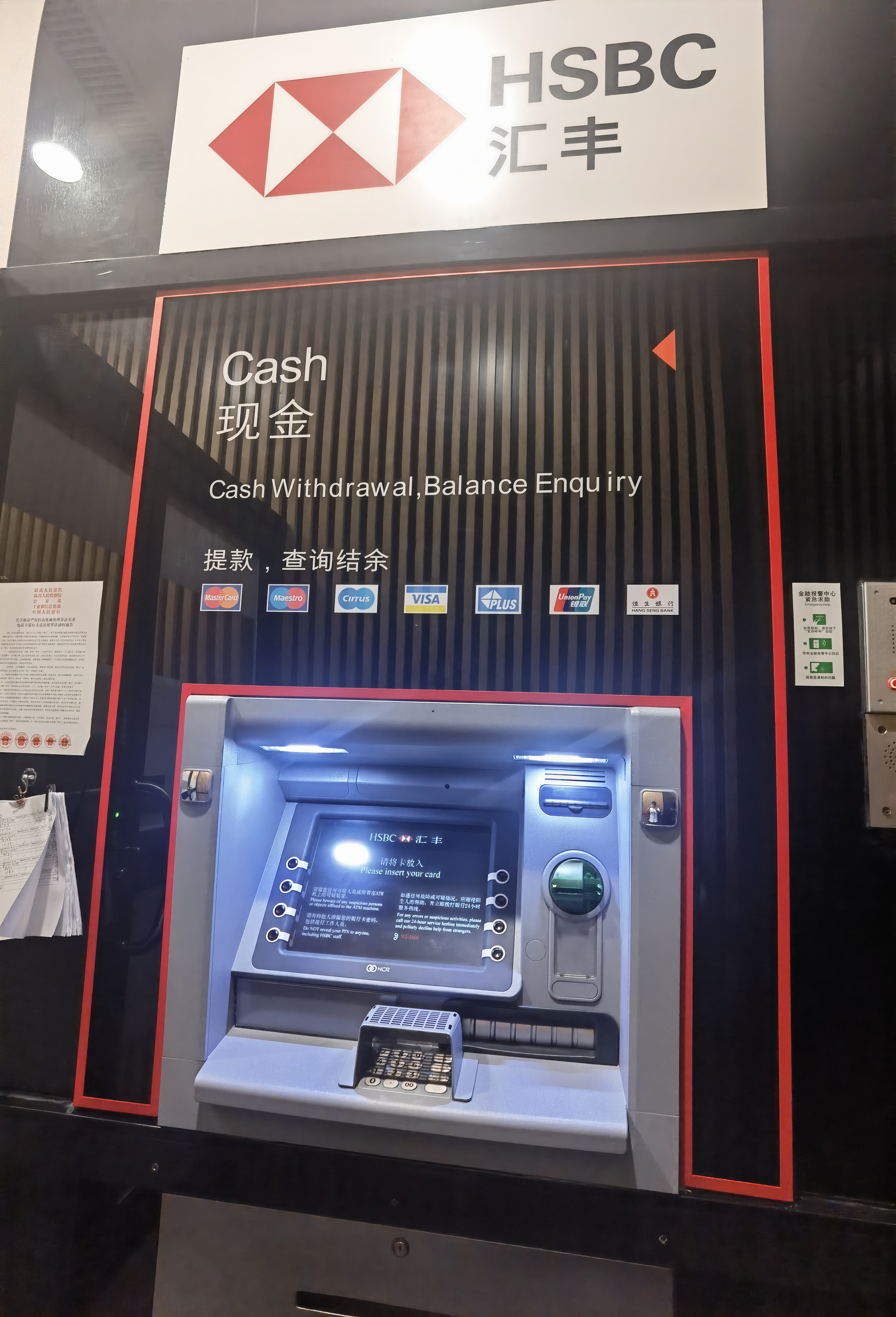
位于深圳海天路支行的汇丰中国柜员机

## 滙豐村鎮銀行有限責任公司
- 湖北隨州曾都滙豐村鎮銀行有限責任公司
- 重慶大足滙豐村鎮銀行有限責任公司
- 福建永安滙豐村鎮銀行有限責任公司
- 北京密雲滙豐村鎮銀行有限責任公司
- 廣東恩平滙豐村鎮銀行有限責任公司
- 重慶豐都滙豐村鎮銀行有限責任公司
- 大連普蘭滙豐村鎮銀行有限責任公司
- 湖北天門滙豐村鎮銀行有限責任公司
- 重慶榮昌滙豐村鎮銀行有限責任公司
- 湖南平江滙豐村鎮銀行有限責任公司
- 山東榮成滙豐村鎮銀行有限責任公司
- 湖北麻城滙豐村鎮銀行有限責任公司

## 外部連結
- 滙豐銀行（中國）有限公司（简体中文）